# 유럽의 유목민
근대 이후 유럽 대륙에서는 유목민을 거의 찾아볼 수 없으며, 북유럽 최북단의 사미인들이나 러시아의 네네츠인 정도가 그나마도 완전한 유목이 아닌 반유목 생활을 한다. 하지만 고중세에는 동방에서 밀려온 유라시아 유목민들이 동유럽의 초원지대를 지배했었다.
역사적으로, 적어도 중세 초기까지는 유목민들이 유럽 각지에 널리 퍼져 있었다. 그 중심지는 동유럽의 흑해 스텝이었다. 이후 유목민의 활동 영역은 점점 줄어들었으나, 근세까지도 러시아 차르국의 지배를 받던 칼미크인 등의 유목민족이 존재했다.
때때로 집시 등을 유목민이라고 부르기도 하지만, 생산방식으로서의 유목(가축 방목과 이동)을 하지 않고 상공업 같은 정주민과 같은 생산방식을 가지며, 정주민과 상호작용하여 생계를 잇는다는 점에서 이들을 유목민이라고 하는 것은 정확하지 못하다. 이런 민족은 유랑민이라고 한다.

## 같이 보기
- 유럽의 유랑민